# Apona shevaroyensis
Apona shevaroyensis är en fjärilsart som beskrevs av Moore 1884. Apona shevaroyensis ingår i släktet Apona och familjen Eupterotidae. Inga underarter finns listade i Catalogue of Life.